# Jürgen Weigt

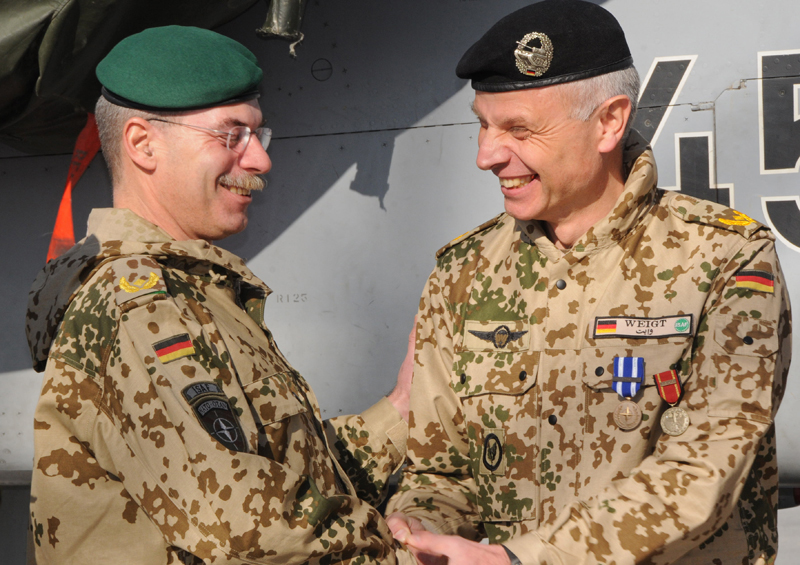
Jürgen Weigt (rechts) mit Jörg Vollmer

Jürgen Theodor Weigt (* 14. November 1957 in Ochtendung) ist ein Generalleutnant außer Dienst des Heeres der Bundeswehr. In seiner letzten Verwendung war er stellvertretender Inspekteur der Streitkräftebasis (SKB).

## Militärische Laufbahn

### Ausbildung und erste Verwendungen
Im Jahre 1977 trat Weigt als Offizieranwärter in den Dienst der Bundeswehr beim Panzerbataillon 144 in Koblenz. Von 1978 bis 1982 studierte er Pädagogik an der Universität der Bundeswehr in Hamburg und schloss mit einem Diplom ab. Im Anschluss folgte von 1982 bis 1986 eine Truppenverwendung als Zugführer bei der Panzerjägerkompanie 340 in Koblenz. Danach diente er ebenfalls in Koblenz bis 1989 als Kompaniechef der 2. Kompanie des Panzerbataillon 343. 1989 wurde er in den Stab der übergeordneten Panzerbrigade 34 versetzt und diente dort bis 1990 als Nachrichtenoffizier (G2).

### Dienst als Stabsoffizier
Von 1990 bis 1992 absolvierte Weigt an der Hamburger Führungsakademie der Bundeswehr den 33. Generalstabslehrgang des Heeres und diente danach 1994 als Referent im Führungsstab des Heeres (FüH VI 2) im Bundesministerium der Verteidigung in Bonn. Von 1994 bis 1996 folgte eine abermalige Truppenverwendung als Operationsoffizier (G3) im Stab der Panzerbrigade 34 in Diez unter dem Kommando von Oberst Kersten Lahl. Danach übernahm er bis 1998 das Kommando über das Panzerbataillon 203 in Hemer.
Nach diesen Truppenverwendungen wurde er 1998 abermals ins Verteidigungsministerium versetzt und diente in Bonn bis zum Jahre 2000 als Referent im Führungsstab der Streitkräfte (FüS VI 2). 2000 wechselte er das Referat und diente bis 2002 als Referent für Personal-, Sozial- und Zentralangelegenheiten (IV 4). Im Jahre 2002 wurde Weigt nach Köln versetzt und diente dort bis 2004 als Personaloffizier (G1) unter dem Kommando der Generalmajore Werner Widder und Jürgen Ruwe. 2004 wechselte er wieder ins Verteidigungsministerium und übernahm dort bis 2006 den Posten des Referatsleiters in der Abteilung Personal-, Sozial- und Zentralangelegenheiten (I 4).

### Dienst als General
Danach übernahm er 2006 als Oberst die Panzerbrigade 21 in Augustdorf. Als Brigadegeneral war er mit der Brigade auch im Auslandseinsatz in Afghanistan im Rahmen von ISAF und übernahm dort von Dieter Dammjacob am 9. Juli 2008 die Aufgaben als deutscher Kontingentführer und Regionalkommandeur Nord. Diesen Posten übergab er am 10. Januar 2009 an Brigadegeneral Jörg Vollmer.
Seit dem 1. März 2009 war Weigt im Ulmer Kommando Operative Führung Eingreifkräfte unter dem Befehl von Generalleutnant Wolf-Dieter Langheld als Deputy Chief of Staff Operations tätig. Diesen Posten gab er im September 2010 an Brigadegeneral Frank Leidenberger ab. Weigt übernahm daraufhin den Posten des Director Civil Military Synchronisation im Hauptquartier der ISAF in Afghanistan unter dem Kommando von US-General David H. Petraeus.
Vom Juli 2011 bis  April 2013 war er Kommandeur der Offizierschule des Heeres in Dresden. Vom 1. Mai 2013 bis zum 31. Mai 2016 war er Kommandeur des Zentrums Innere Führung in Koblenz. Nachfolger auf diesem Dienstposten wurde Generalmajor Reinhard Zudrop. Weigt selbst folgte, unter Beförderung zum Generalleutnant, ab 11. Juli 2016 Frank Leidenberger als Chief of Staff der Mission Resolute Support in Kabul nach. Am 1. Juli 2017 übergab er diesen Posten an Generalleutnant Johann Langenegger. Weigt war vom 7. September 2017 bis zum 5. September 2019 der Kommandierende General des Eurokorps in Straßburg. Zum 1. Oktober 2019 wurde Weigt der Nachfolger von Generalleutnant Peter Bohrer als Stellvertretender Inspekteur der Streitkräftebasis. In dieser Dienststellung war er zugleich Beauftragter für Reservistenangelegenheiten der Streitkräftebasis. Am 30. September 2022 wurde Weigt in den Ruhestand verabschiedet. Nachfolger auf seinem Dienstposten wurde Generalmajor André Bodemann.

### Auszeichnungen
- Ehrenkreuz der Bundeswehr in Gold[5]
- Einsatzmedaille der Bundeswehr ISAF in Silber
- UN-Medaille UNPROFOR
- NATO-Medaille ISAF
- Meritorious Service Medal[6]

## Privates
Weigt ist verheiratet und hat zwei Kinder.